# Normandia villosocostata
Normandia villosocostata là một loài bọ cánh cứng trong họ Elmidae. Loài này được Reiche miêu tả khoa học năm 1879.